# Subadamantin
Subadamantin est un adjectif qui se réfère à adamantin, qui a l'éclat du diamant (entre métallique et vitreux).
Ce terme de minéralogie signifie qu'une pierre atteint presque l'éclat du diamant au niveau de son reflet mais qu'elle est classée plus terne.
Ce qui signifie que cette pierre atteint :
- un indice de réfraction entre 1,8 et 2,2 ;
- une dispersion lumineuse de presque 0,044 ;
- un pouvoir réflecteur entre 10 et 15 %.

L'instrument de mesure utilisé actuellement pour ce test s'appelle un réfractomètre.